# NGC 2824
NGC 2824 (другие обозначения — UGC 4933, IRAS09160+2628, MCG 4-22-31, ZWG 121.57, MK 394, PGC 26330) — линзообразная галактика (S0) в созвездии Рака. Открыта Генрихом Луи Д’Арре в 1864 году.
В галактике наблюдаются мазеры с достаточно широким профилем линий эмиссии, полуширина которого соответствует скоростям 150 км/с. Мазеры распределены в области размером 3,8 парсека. Диск, отслеженный по молекулам CO, имеет искривлённую форму и больше протяжён в той стороне, где вращательное движение происходит в сторону наблюдателя.
Этот объект входит в число перечисленных в оригинальной редакции «Нового общего каталога».